# クリシギゾウムシ
クリシギゾウムシ（栗鴫象虫、Curculio sikkimensis） (Heller) はゾウムシ科の昆虫の1つで、クリの種子に加害する。クリの実から出てくるジムシ型の虫は本種の幼虫で、日本のクリの害虫としては最も重要なものの1つである。

## 特徴
大変に口吻の長いゾウムシである。口吻を除いた体長は-10mmほどだが、雌が雄より大きい。口吻の長さはもっと差が大きく、雄では約3.5mmに対して雌では約8mmに達する。背面は全体に濃褐色で灰黄色の鱗毛が密生している。触角、口吻、歩脚は赤褐色。触角は雄では口吻の半ばから出るが、雌ではずっと後方から出る。

## 生活史など
成虫の出現は8月上旬～10月下旬で、最盛期は9月下旬頃である。交尾後に雌はクリの鞠果の表面を覆う棘の隙間から口吻を突き刺し、内部の種子の渋皮にまで達する穴を開ける。開けた穴の底に種子1個あたり普通は2-8個の卵を産み付ける。雌1頭あたり攻撃する果実数は約10ー12で最大19個を攻撃したという記録もある。卵は長卵形で乳白色を呈し、長径は1.5mm。卵は約10日で孵化し、幼虫は種子内部を食べて成長する。幼虫は体の太いジムシ状で腹面に向けて身体を曲げている。初めは乳白色だが老熟すると淡黄色となり、体長は12mmにまでなる。10月下旬～12月上旬に幼虫は老熟し、種子の革に直径3mm程度の穴を開けて脱出し、土に潜り込んで蛹室を作り、そこで越冬する。越冬した幼虫は7-10月までそのまま待機し、そこで蛹化する。蛹は裸蛹で灰白色を呈し、体長約12mm。その年に羽化するのが普通であるが、蛹のまま更に年を越すもの、そのまま数年を経過する個体もある。ある調査では次の年に羽化した蛹が67%に対して、2年後に羽化したものが28％もあり、3年後に羽化したものも5%いた。

## 分布
日本では本州、四国、九州に分布し、国外では朝鮮半島から中国、インドまで知られるが寒冷地の方が個体数が多い傾向がある。

## 類似種
近似種はコナラシギゾウムシ C. dentipes など幾つかある。林他編著(1984)では本種の近似種として4種をあげている。それらはコナラなどカシ類のドングリにつく。クリにつくのは本種だけである。形態的にはよく似ており、形態や斑紋でもある程度の区別は出来るが、正確には交尾器の構造などを見る必要がある。

## 食害と対応策
クリの実を食害するのでクリの害虫であり、『日本の栽培栗においては、最も重要な害虫の一つ』とされる。幼虫はクリの種子内部を食うだけでなく、その間の糞も全てその内部に蓄積するためにこれが発酵して悪臭を放つ。また食害が進むと種皮の外からも色が変わって被害がわかるようになる。種子1つに通常数匹、多い場合は10匹も幼虫が入る例がある。卵が産卵されただけで孵化しない場合は食味に影響がないが、一度卵が孵化してその幼虫により1匹に食害されただけで、その種子全体に悪臭がおよび商品価値が大きく損なわれる。
上記生活史の点から被害を受けやすいのは9月中旬以降に収穫するもので、それ以前に収穫の早生グリには被害はあまり見られない。このことから早生グリを好む食品加工業者も少なくない。卵や若齢幼虫の時期には外から被害の有無がわからないため、1970年代から2000年代頃には収穫後の燻蒸処理で対応することが多かったが、ニホングリの良さである芳香を損なうという致命的欠陥と地球環境保全の観点から世界的に臭化メチルが使用禁止になったことから燻蒸処理をすることは少なくなった。現在ではそれに替わって、0度付近高湿下での保存による技術が用いられることが多くなっている。
また、信州の一部ではクリシギゾウムシを食用とする文化があり、フライパンで煎って食べると、風味は香ばしく中身はクリーミーで美味である。